# Vanilla bertrani
Espécie descoberta na Reserva Natural Vale, em Linharas, estado do Espírito Santo, Brasil. Integra a família das orquidáceas e seu nome faz menção ao historiador, economista e escritor Paulo Bertran.
O título Vanilla Bertrani foi concedido por meio da premiação “Brasileiro Imortal”, uma iniciativa da Vale que imortalizou seis ilustres brasileiros nos nomes de seis novas espécies botânicas. A premiação contou com 250.000 votos via internet.

## Características
- Nome popular: Baunilha Mole
- Ordem: Asparagales
- Reino: Plantae
- Família: Orchidaceae
- Divisão: Magnoliophyta
- Gênero: Vanilha sp. nov.[2]
- Classe: Liliopsida

## A Espécie
A família das orquidáceas possui cerca de 20.000 espécies naturais, 100.000 espécies hibridas e 80 gêneros.
A Vanilla Bertrani é uma trepadeira de difícil cultivo, tem em média sete centímetros de diâmetro e suas pétalas são verdes com labelo branco. As flores da espécie são de curta duração, morrem aproximadamente 24 horas após seu nascimento.
Ao contrário das outras plantas do tipo, a Vanilla Bertrani possui uma estrutura em sua própria flor, essa estrutura serve como reservatório do néctar da planta, característica única entre as baunilhas.

## Paulo Bertran
Nasceu na cidade de Anápolis, estado de Goiás, em 1948. Cursou economia na Universidade de Brasília e pós-graduação em História e Planejamento pela Universidade de Strasbourg, França.
Ao longo de sua trajetória profissional escreveu artigos para revistas, jornais e publicações especializadas. É autor dos livros:
- “Formação Econômica de Goiás" - 1979
- “Memória de Niquelândia" - 1985
- “Uma Introdução à História Econômica do Centro-Oeste do Brasil" – 1988
- "História da Terra e do Homem no Planalto Central"
- "Notícia Geral da Capitania de Goiás"
- "História de Niquelândia - 2ª edição revista e ampliada – 1998
- “Cerratenses" - 1998
- “Cidade de Goiás” - 2002

Paulo Bertran foi membro titular da Academia Brasiliense de Letras e dos Institutos Histórico e Geográfico do Distrito Federal. Criou o conceito de Homo Cerratensis e iniciou os estudos que viabilizaram o tombamento da cidade brasileira de Goiás, no Estado de Goiás, como Patrimônio da Humanidade, pela UNESCO.
O escritor faleceu no dia 2 de outubro de 2005.

## Local da Descoberta
Desde 1951, ano de fundação da Reserva Natural Vale, 60 novas espécies botânicas foram descobertas e 22 mil hectares de Mata Atlântica preservados.
A Reserva possui bancos genéticos de jacarandá, jequitibá-rosa, peroba-amarela, macanaíba, ipê-amarelo e paraju. Abriga cerca de 100 espécies de mamíferos, 7.200 tipos de insetos e mais de 1.400 variações de flores. Em 1999, recebeu o título de Sítio do Patrimônio Mundial Natural, concedido pela UNESCO.
O pesquisador responsável pela descoberta da Vanilla Bertrani é o Dr. Cláudio Nicoletti. Além da Reserva Natural Vale a espécie também foi encontrada em uma ilha do litoral paulistano. Descobertas como essas ajudam a formar o quadro de preservação e desenvolvimento ambiental que a Vale tem construído. Além das atividades na Reserva Natural, a empresa protege cerca de 3 bilhões de árvores ao redor do mundo.